# Liga Dominicana de Voleibol
La Liga Dominicana de Voleibol (LDV) es la principal competición profesional de voleibol de la República Dominicana, organizada por la Federación Dominicana de Voleibol (FEDOVOLI). Reúne a los principales equipos del país tanto en la rama masculina como femenina, y tiene como objetivo fomentar el desarrollo y la competitividad del voleibol a nivel nacional. Esta liga se ha convertido en una plataforma  para la promoción de talentos locales y para mejorar la posición del país en el escenario internacional de este deporte.
La liga cuenta con el respaldo de organismos deportivos nacionales e internacionales, y sus temporadas se celebran regularmente con un calendario oficial que abarca varias semanas de competición. Además de la competición en sí, la LDV ha influido en el crecimiento de la infraestructura deportiva del país, promoviendo la utilización de polideportivos modernos y el fortalecimiento de las asociaciones regionales de voleibol.

## Historia
La Liga Dominicana de Voleibol fue fundada en 2007 por la Federación Dominicana de Voleibol (FEDOVOLI) con la finalidad de establecer una competencia de carácter profesional que sirviera como base para el desarrollo continuo del voleibol en la República Dominicana. En sus inicios, la liga fue concebida con torneos paralelos para la rama femenina y la masculina, siguiendo un modelo descentralizado que permitió la inclusión de equipos representativos de diferentes provincias del país. Esta estructura buscaba fomentar la participación regional y promover la formación de talentos fuera del ámbito tradicional del Distrito Nacional.
La primera edición femenina de la liga se celebró en 2007 con la participación de equipos como Mirador, San Pedro de Macorís, La Romana, Distrito Nacional, Santiago y San Cristóbal, mientras que en la rama masculina compitieron franquicias de provincias similares. El torneo se desarrolló en formato de liga regular seguido por una fase eliminatoria. Desde sus primeras ediciones, la LDV fue vista como un instrumento estratégico para reforzar el nivel técnico y táctico de los atletas nacionales, especialmente aquellos en etapa de formación.
Sin embargo, la liga enfrentó dificultades para mantener la continuidad de sus temporadas debido a limitaciones presupuestarias, falta de patrocinio estable y escasa infraestructura en algunas sedes. Estas dificultades condujeron a interrupciones en su calendario competitivo, con períodos en los que no se realizaron torneos regulares.
En años posteriores, algunas temporadas fueron organizadas con un número reducido de equipos, priorizando la calidad sobre la cantidad, e incorporando nuevas sedes como el Palacio del Voleibol Ricardo Arias en Santo Domingo, lo que permitió mejorar la logística y la visibilidad del evento.